# Vモデル
Vモデル（V-Model）とは、IT製品開発の手法の一種。ドイツ政府と軍関係のプロジェクトで標準として採用されている。また、一般に利用可能であるため、様々な企業でも使われている。プロジェクトマネジメント手法としては、PRINCE2に匹敵する。また、システム開発やソフトウェア開発の手法としても使われている。

## 概要

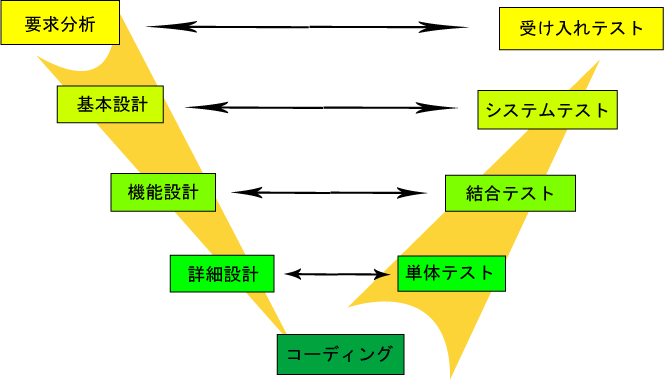
Vモデルの概念図

現在のバージョンは V-Model XT と呼ばれ、2005年2月に完成した（http://www.v-modell-xt.de）。能力成熟度モデル統合(CMMI)とは直接競合しない。CMMIは「何を」すべきかを示すものだが、Vモデルはそれに加えて「如何にして」「何時」「誰が」責任を持って行うかも示す。
Vモデルはドイツ政府関連のソフトウェア開発工程を規定するために開発された。ソフトウェア開発の中で行うべき活動とその成果物を規定している。Vモデルはソフトウェア開発のライフサイクルをグラフィカルに表現したものでもある。自動化されたシステム検証フレームワークとの関連でなされるステップを要約している。
V字型に表される概念図の左側はシステムの仕様を記述していく流れを示している。右側はテストの流れを示す。それぞれの同じ高さの部分は開発の詳細さのレベルを表している。
仕様策定部分は主に次のような作業からなる:
- ユーザー要求仕様
- 機能仕様
- 設計仕様（詳細仕様）

テスト実行部分は主に次のような作業からなる:
- 受け入れテスト
- 操作テスト
- 性能テスト